# Yannis Morin
Yannis Morin (Fort-de-France, Martinica, 31 de agosto de 1993) es un baloncestista francés que pertenece a la plantilla de La Laguna Tenerife de la Liga ACB. Con 2,08 metros de estatura, juega en la posición de ala-pívot o pívot nato.

## Trayectoria deportiva

### Primeros años
Nacido en el departamento de ultramar francés de Martinica, comenzó a jugar en las categorías de base del club Golden Lion Basketball de Saint-Joseph. En el año 2008, con 15 años, es aceptado por el INSEP, el Instituto Nacional del Deporte.

### Profesional
En 2012 fichó por el Cholet Basket de la Pro A, equipo al que perteneció durante tres temporadas. En la primera de ellas apenas tuvo oportunidades en el primer equipo, pero ya en la temporada 2013-14 contaron con él, disputando 25 partidos, y sobre todo al año siguiente, en el que jugó la temporada entera como suplente, promediando 3,6 puntos y 2,0 rebotes por partido.
En 2015 fichó por el Denain ASC Voltaire de la Pro B, la segunda división francesa, donde jugó una temporada comp titular, en la que promedió 7,5 puntos y 5,2 rebotes por partido. Al año siguiente se comprometió con el STB Le Havre de la misma categoría, donde en su única temporada acabó promediando 6,8 puntos y 7,4 rebotes por encuentro.
En julio de 2017 firmó un contrato por dos temporadas con el Chalons-Reims, contrato que rompió pocos días después tras recibir la llamada de los Oklahoma City Thunder de la NBA, con quienes disputó las ligas de verano, en las que completó cinco partidos, promediando 2,2 puntos y 4,0 rebotes.
En octubre firmó contrato con los Thunder, pero fue uno de los últimos descartes antes de la temporada. Días después se incorporó a su filial en la G League, los Oklahoma City Blue.
En mayo de 2022 firmó con el Chorale Roanne Basket de la LNB Pro A. En la temporada 2023-24, promedia 14 puntos y 7 rebotes en la temporada regular en la liga francesa.
El 12 de mayo de 2024, firma por el UCAM Murcia CB de la Liga Endesa, para el resto de la temporada.
El 1 de junio de 2025 se hace oficial su fichaje por La Laguna Tenerife de la Liga ACB.